# United States Court of Appeals

Siegel der United States Courts of Appeals für den Bundesbezirk

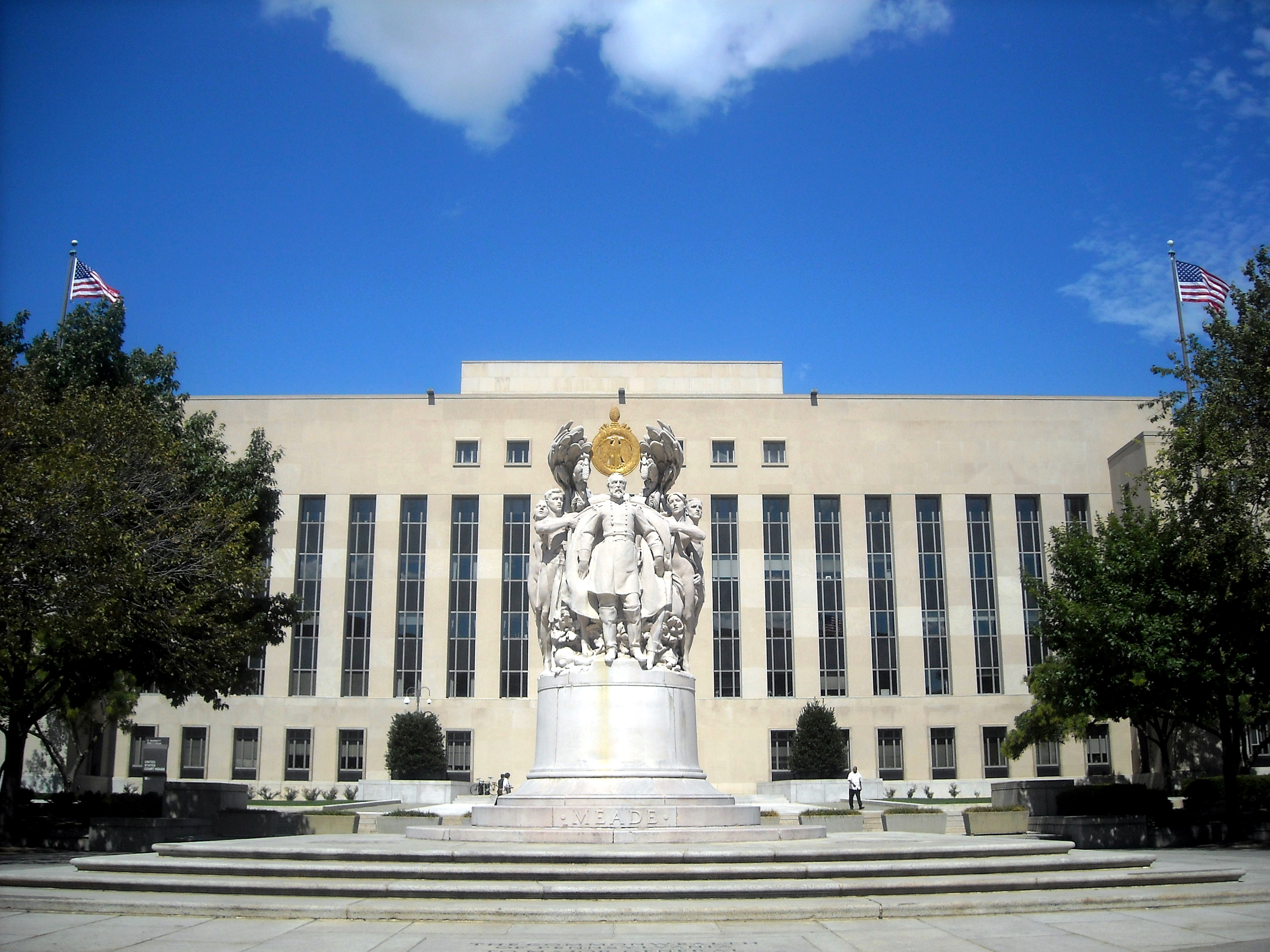
E. Barrett Prettyman Federal Courthouse in Washington, Sitz des Court of Appeals für den Bundesbezirk und den Bezirk D.C.

United States Court of Appeals (deutsch Berufungsgericht der Vereinigten Staaten) ist in den Vereinigten Staaten die Bezeichnung für Appellationsgerichte des Bundes. Organisatorisch befinden sie sich im US-amerikanischen Bundesgerichtsaufbau zwischen den erstinstanzlichen Bundesgerichten (United States District Courts) und dem Obersten Gerichtshof. Sie entscheiden über Rechtsbehelfe, die gegen Urteile eines (in der Regel erstinstanzlichen) Bundesgerichtes oder Entscheidungen bestimmter Bundesbehörden eingelegt werden.

## Organisation
Es existieren zurzeit dreizehn allgemeine Berufungsgerichte, also solche, deren Zuständigkeit sich auf ein geografisches Gebiet und nicht auf eine bestimmte Sachmaterie (subject matter) bezieht. Zuständig sind die zwölf jeweils für einen Gerichtsbezirk (circuit, deshalb auch circuit court oder auch schlicht circuit). Elf davon tragen Nummern (das entsprechende Gericht heißt dann etwa United States Court of Appeal for the Tenth Circuit). Dazu kommt das Gericht für den District of Columbia mit der Bundeshauptstadt Washington, dessen herausragende Bedeutung sich aus seiner Zuständigkeit für die vielen dort ansässigen Bundesbehörden herleitet.
Neben den Bundesberufungsgerichten mit geografisch bestimmter Zuständigkeit gibt es ein Bundesberufungsgericht, dessen Zuständigkeit sich räumlich auf das gesamte Staatsgebiet der USA erstreckt und sachlich bestimmt ist. Es ist das Bundesberufungsgericht für den Bundeskreis (United States Court of Appeals for the Federal Circuit), das über Rechtsmittel gegen Urteile bestimmter besonderer erstinstanzlicher Bundesgerichte, gegen Urteile der Bundesbezirksgerichte in Patentfällen sowie in anderen Sachgebieten entscheidet.
Außerdem gibt es weitere Gerichte mit der Bezeichnung United States Court of Appeals mit sachlich bestimmter Zuständigkeit, die nach ihrem rechtlichen Status mit den vorgenannten jedoch nicht vergleichbar sind. Es sind Gerichte, deren Einrichtung sich auf den ersten Abschnitt der Verfassung der Vereinigten Staaten stützt, also auf den Abschnitt über den Kongress der Vereinigten Staaten, und die deshalb als Section I Courts bezeichnet werden. Für sie gelten nicht die Vorschriften des dritten Abschnitts der Verfassung (über das Gerichtswesen), so dass zum Beispiel ihre Richter nicht auf Lebenszeit ernannt werden müssen. Die Differenzierung rechtfertigt sich dadurch, dass diese Gerichte Fälle verhandeln, für die ein (weiteres) gerichtliches Verfahren aus Verfassungsgründen nicht zwingend wäre. Ein wichtiges Beispiel für ein solches Berufungsgericht ist das für Militärstrafsachen zuständige Bundesberufungsgericht für die Streitkräfte (United States Court of Appeals for the Armed Forces), das Rechtsmittel gegen Urteile der Berufungsgerichte der Teilstreitkräfte verhandelt.

## Die Gerichtsbezirke

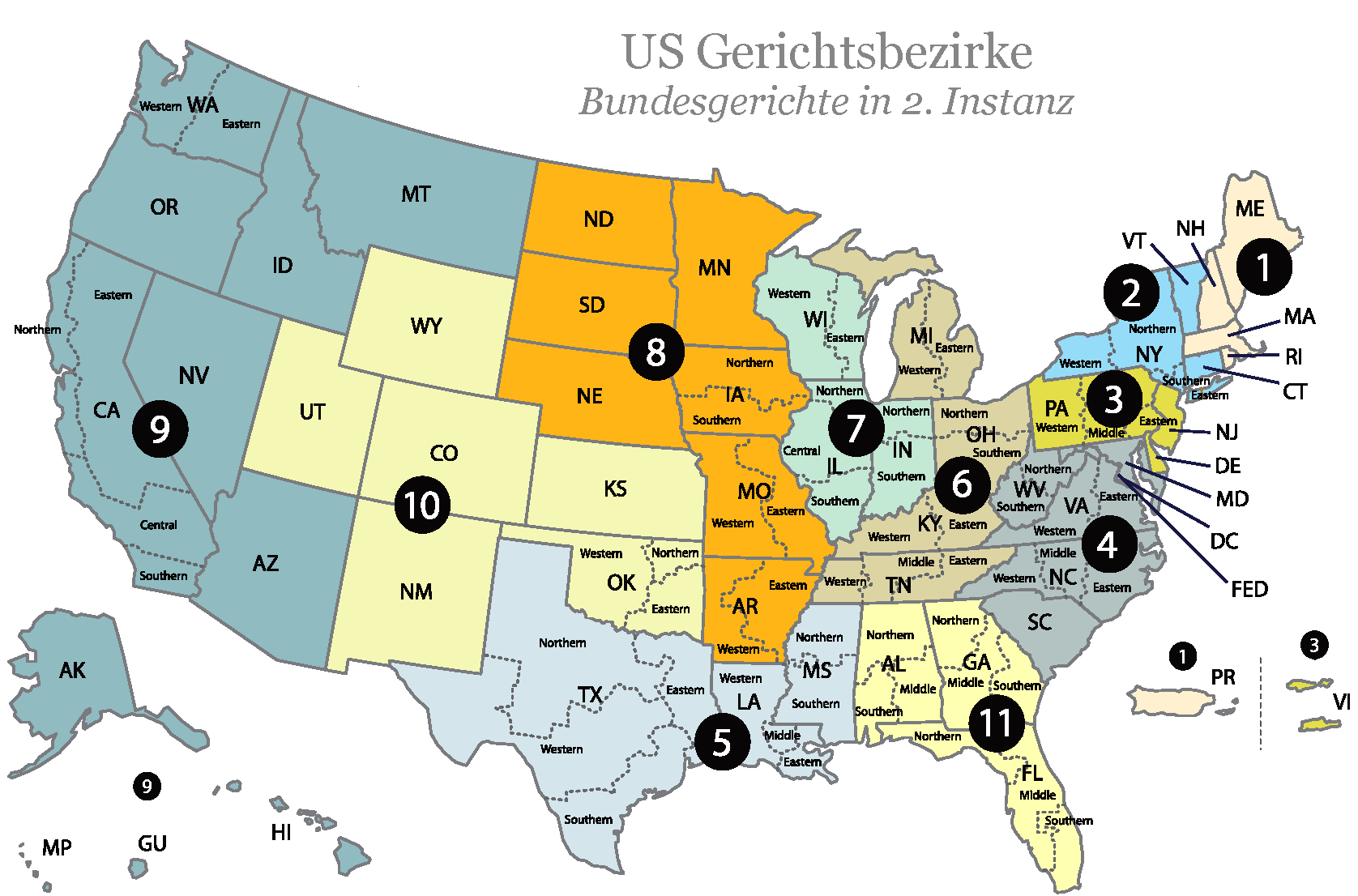
Bundesgerichtsbezirke der Vereinigten Staaten

- Bundesbezirk (Sitz: Washington, D.C.)
- Bezirk D.C. (Sitz: Washington, D.C.)
  - District of Columbia
- 1. Bezirk (Sitz: Boston)
  - Maine
  - Massachusetts
  - New Hampshire
  - Puerto Rico
  - Rhode Island
- 2. Bezirk (Sitz: New York City)
  - Connecticut
  - New York
  - Vermont
- 3. Bezirk (Sitz: Philadelphia)
  - Delaware
  - New Jersey
  - Pennsylvania
  - U.S. Virgin Islands
- 4. Bezirk (Sitz: Richmond (Virginia))
  - Maryland
  - North Carolina
  - South Carolina
  - Virginia
  - West Virginia
- 5. Bezirk (Sitz: New Orleans)
  - Louisiana
  - Mississippi
  - Texas
- 6. Bezirk (Sitz: Cincinnati)
  - Kentucky
  - Michigan
  - Ohio
  - Tennessee
- 7. Bezirk (Sitz: Chicago)
  - Illinois
  - Indiana
  - Wisconsin
- 8. Bezirk (Sitz: St. Louis)
  - Arkansas
  - Iowa
  - Minnesota
  - Missouri
  - Nebraska
  - North Dakota
  - South Dakota
- 9. Bezirk (Sitz: San Francisco)
  - Alaska
  - Arizona
  - Guam
  - Hawaii
  - Idaho
  - Kalifornien
  - Montana
  - Nevada
  - Nördliche Marianen
  - Oregon
  - Washington
- 10. Bezirk (Sitz: Denver)
  - Colorado
  - Kansas
  - New Mexico
  - Oklahoma
  - Utah
  - Wyoming
- 11. Bezirk (Sitz: Atlanta)
  - Alabama
  - Florida
  - Georgia

## Besetzung
Die Richter werden durch den Präsidenten mit Zustimmung des Senats auf Lebenszeit ernannt. Mit Ausnahme des District of Columbia müssen Richter Einwohner des Bezirks sein, in dem sie dauerhaft als Richter tätig sind.

## Verfahrensweise
Erkenntnisverfahren, in denen einem Richter oder einer Jury Zeugen und andere Beweismittel zur Tatsachenfeststellung vorgelegt werden, finden nur in der ersten Instanz statt. Solche Gerichte bestimmen auch die Rechtsfolgen wie Strafmaß (in Strafverfahren) oder Schadensersatz (in Zivilverfahren).
In den Berufungsgerichten dagegen wird nur geprüft, ob das untergeordnete Gericht bei der Urteilsfindung die rechtlichen Bestimmungen befolgt hat. Daher finden nur selten mündliche Verhandlungen statt, die Richter beurteilen den Fall anhand des Gerichtsprotokolls und der schriftlichen Argumente beider Parteien. Die Bundesberufungsgerichte entscheiden nicht über Schuld oder Unschuld. Wenn ein Angeklagter erstinstanzlich schuldig befunden wird, so bedeutet ein Sieg vor dem Berufungsgericht nicht unbedingt, dass er nun als unschuldig gilt; vielmehr wird lediglich die angefochtene Entscheidung aufgehoben. In Strafsachen obliegt es dann der Staatsanwaltschaft, ob das Verfahren wiederholt wird (Akkusationsprinzip).
Das Berufungsverfahren wird durch die Federal Rules of Appellate Procedure als Prozessordnung bestimmt, ein gemeinsam von Kongress und Oberstem Gerichtshof erstelltes Regelwerk. Am Verfahren sind gewöhnlich drei Berufungsrichter beteiligt; in einigen Fällen findet die Verhandlung auch vor allen Richtern des Gerichts gemeinsam statt. In der Regel gibt es keinen Rechtsbehelf vom Berufungsgericht zum Obersten Gerichtshof. Die Parteien haben aber die Möglichkeit, gegen das erstinstanzliche Urteil vorzugehen, indem sie beim Obersten Gericht beantragen, erneut gehört zu werden (vgl. writ of certiorari). In außergewöhnlichen Fällen kann das Berufungsgericht den Fall auch direkt und ohne Verhandlung an den Obersten Gerichtshof verweisen.